# ラグビーロード

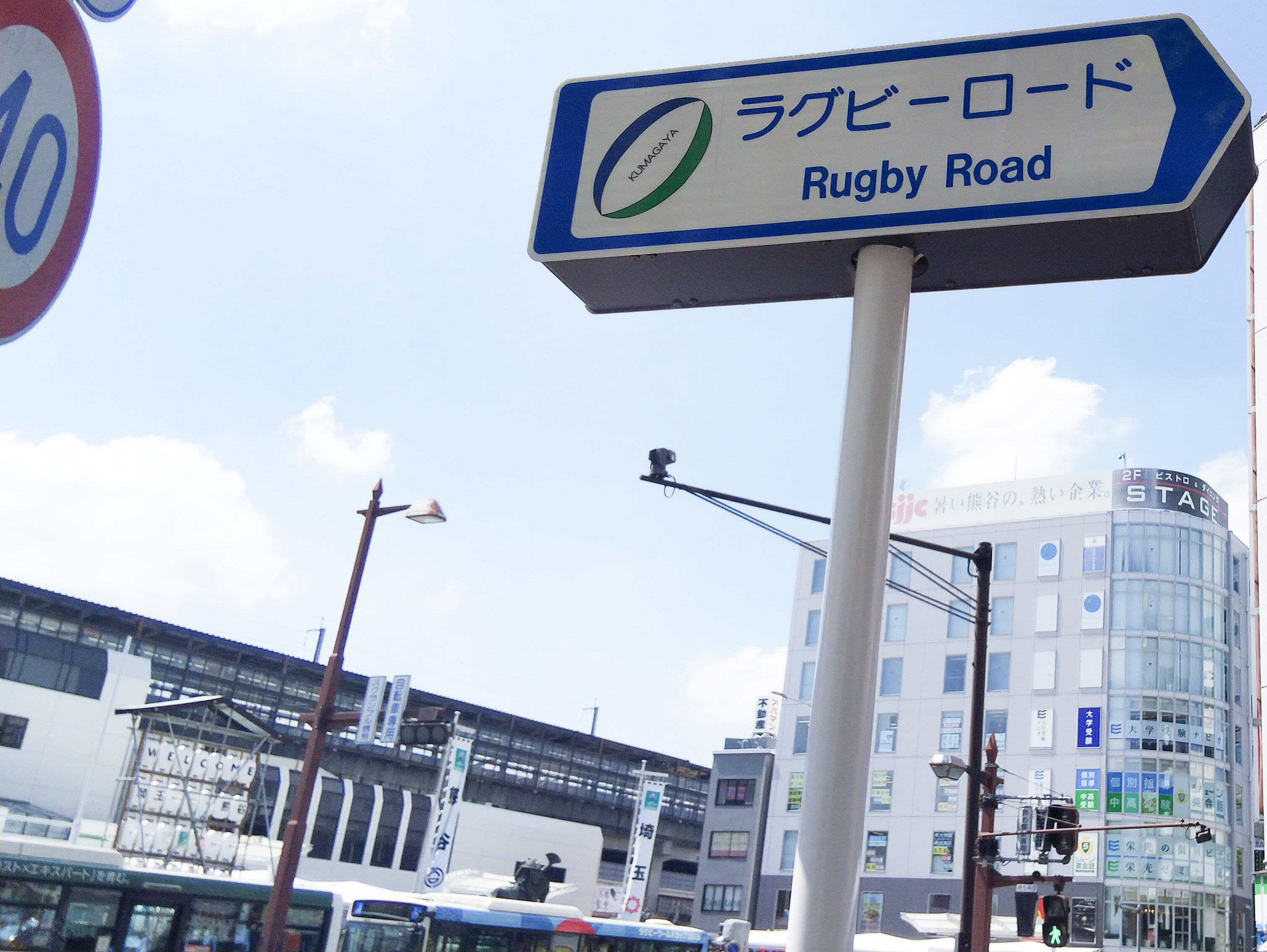
ラグビーロード起点を示す標識（左奥はJR熊谷駅）

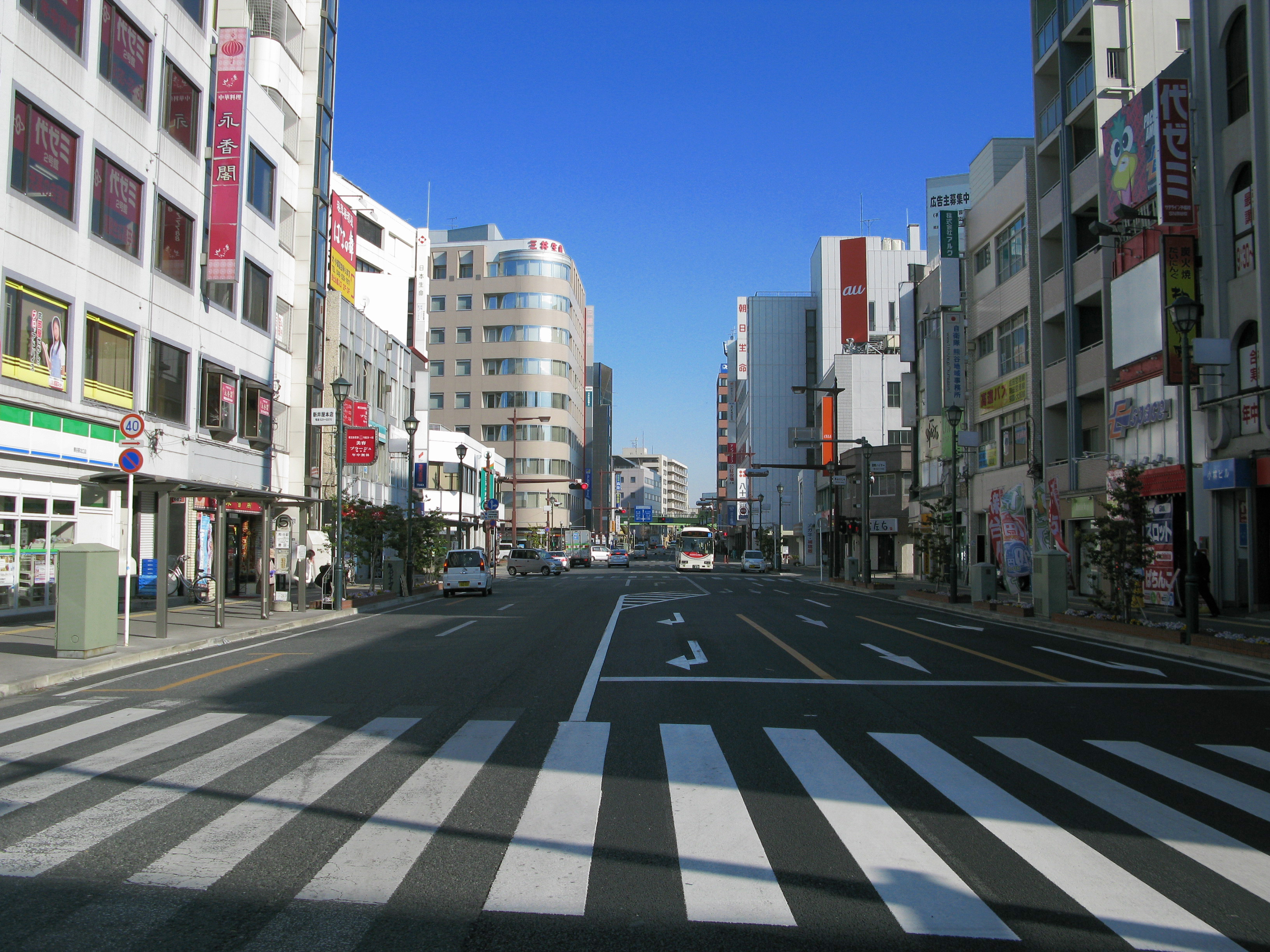
熊谷駅前の起点よりスポーツ文化公園方面へ続くラグビーロード

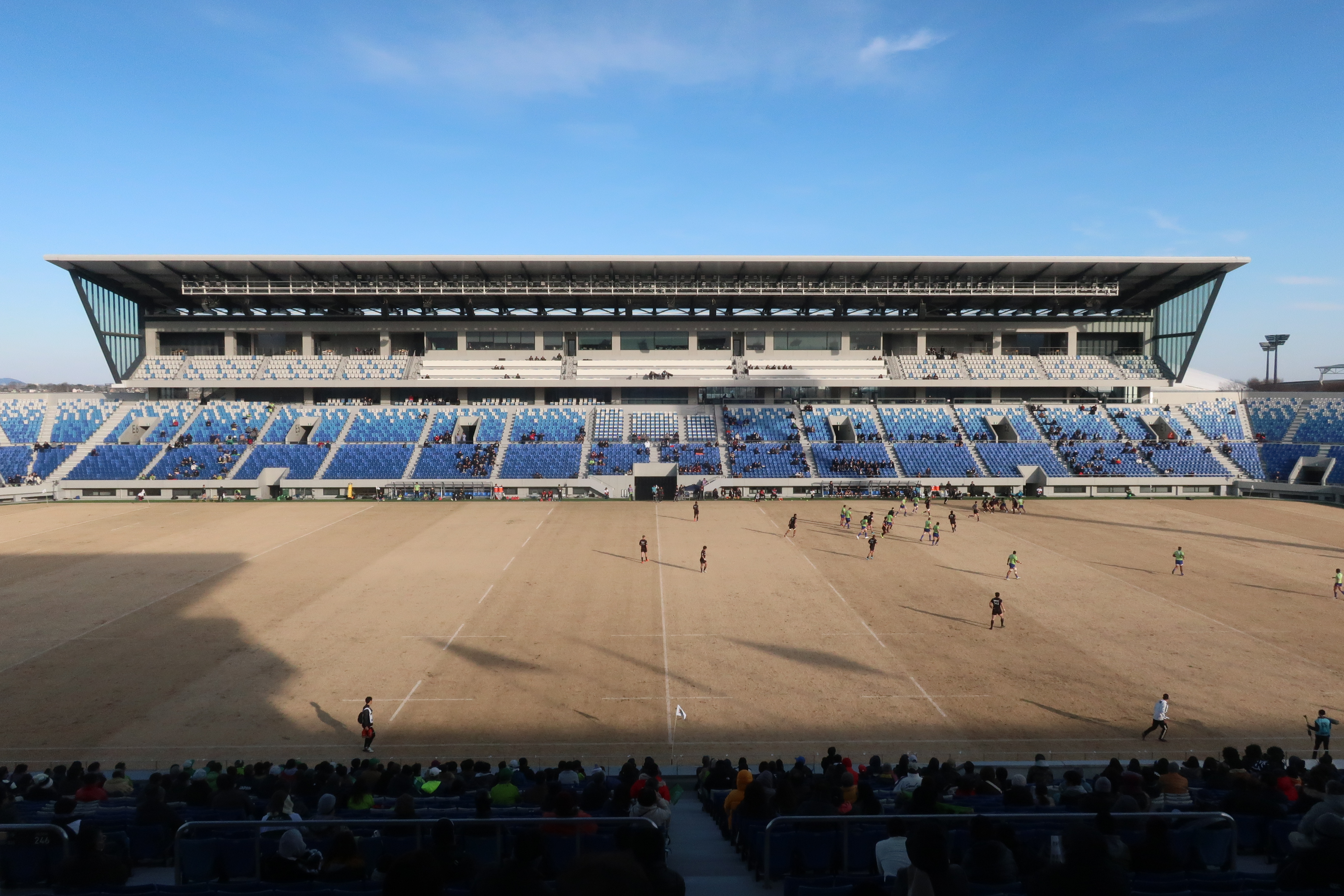
名称の由来である熊谷ラグビー場

ラグビーロードは、埼玉県熊谷市内に定められた道路愛称（通称）。筑波の熊谷駅前を起点とし、末広・中西・箱田・中央・肥塚を経て、今井へ至る。

## 概要

### 経緯
熊谷市では、熊谷スポーツ文化公園ラグビー場（熊谷ラグビー場）の設置並びに同所での全国高等学校選抜ラグビーフットボール大会決勝会場としての使用（「春の熊谷」）によって、「ラグビータウン熊谷」として、ラグビーの普及に力を入れてきたところ、『ラグビーワールドカップ2019』が日本で開催されることとなったことから、埼玉県と共に試合会場候補として立候補し、選出された。
しかし、最寄の熊谷駅から4km程離れており、シャトルバス等による輸送計画も立てられる（後述）ものの、混雑回避あるいは散策などを目的として、徒歩で移動する観客も多くいると推定された（これまでもスポーツ文化公園での大規模大会開催時によく見られる光景）。
それに伴い、熊谷市では、『ラグビーワールドカップ推進事業』のひとつとして、熊谷駅-ラグビー場間のメインアクセスルートである埼玉県道91号熊谷停車場線・埼玉県道83号熊谷館林線の歩道に対し、安全性向上を目的とした再整備やラグビーワールドカップを意識した装飾を実施することとなった。この道路をラグビーワールドカップ開催の“レガシー”とするため、愛称「ラグビーロード」を2018年（平成30年）4月1日付で設定した。
有志による「ラグビーロード ランニングチャレンジ」や、県・市の事務局によるラグビーロードを徒歩でラグビー場に向かうことの楽しさを訴える広報動画公開 などを経て、ラグビーワールドカップ試合当日には装飾のほかにも沿道でのボランティアによる声掛けなど、ラグビーロードを含む関連各所での“おもてなし”が行われ、好意的な反応が多く見られた。
ラグビーワールドカップ閉幕後も、ジャパンラグビートップリーグ→ジャパンラグビーリーグワンの試合開催時にラグビーロードの徒歩移動を呼び掛ける など、“ラグビーロード”の活用が図られており、ラグビーワールドカップ時と遜色無いレベルでの「おもてなし」や徒歩でのチェックポイント通過によるプレゼント企画などが行われている。

### SAITAMAラグビーロード
『SAITAMAラグビーロード』は、埼玉県主導によるラグビーワールドカップアクセスルートの整備事業の名称で、熊谷市のラグビーロードとはニュアンスが異なる。
ワールドカップ開催時は、シャトルバスを運行し、混雑緩和を図るが、ラグビーロードの他、県道熊谷館林線新道（都市計画道路熊谷西環状線）・県道熊谷羽生線新道（都市計画道路熊谷谷郷線）・県道冑山熊谷線新道を用いて、各地からのシャトルバスを走らせる計画が立てられ、埼玉県ではこの4路線を中心とした関連道路改修・新築事業全般を『SAITAMAラグビーロードの整備』と呼称していた。

### 旧愛称・さいたま博通り
熊谷スポーツ文化公園の場所は、かつて1988年（昭和63年）に開催された『'88さいたま博覧会』の跡地であり、その記念として、かつて熊谷市では同じくメインアクセスルートだった当時の熊谷館林線末広-熊谷スポーツ文化公園ラグビー場入口間に「さいたま博通り」という愛称を設けていた。「ラグビーロード」は、2018年（平成30年）3月31日をもって「さいたま博通り」を廃して上書きする形での設定となっている。ラグビーワールドカップの“レガシー”を作る一方で、さいたま博の“レガシー”を捨て去る形となっている。

## 構成する道路
- 埼玉県道91号熊谷停車場線：熊谷駅正面口（北口）ロータリー - 筑波交差点
- 埼玉県道128号熊谷羽生線：筑波交差点 - 末広交差点
- 熊谷市道135号（埼玉県道83号熊谷館林線旧道）：末広交差点 - 肥塚交差点
- 埼玉県道83号熊谷館林線：肥塚交差点 - ラグビー場入口 - くまがやドーム入口交差点

## 交差する道路
- 熊谷市道：星川通り - 筑波二丁目交差点
- 国道17号 - 筑波交差点
- 熊谷市道：北大通り - 熊谷女子高前交差点
- 埼玉県道128号熊谷羽生線（行田市、熊谷スポーツ文化公園陸上競技場方面） - 末広交差点
- 熊谷市道：第2北大通線 - 中央交差点
- 国道17号：熊谷バイパス - 肥塚交差点
- 埼玉県道83号熊谷館林線（葛和田方面） - くまがやドーム入口交差点

## 沿線の主要施設
- 熊谷駅
- 埼玉県立熊谷女子高等学校
- 埼玉県消費生活支援センター熊谷
- ハローワーク熊谷
- 埼玉県立熊谷図書館
- 埼玉県熊谷児童相談所
- くまがや農業協同組合（JAくまがや）本店
- 熊谷スポーツ文化公園

## 路線バス
国際十王交通熊谷営業所の熊谷駅-くまがやドーム・葛和田・上中条線が全区間（熊谷駅-赤城神社間）を、熊谷駅-熊谷スポーツ文化公園（ラグビー場）が終点の手前までを（熊谷駅-肥塚団地間）走行している。